# Antenne (Fernsehsendung)
Die Antenne war ein Infomagazin des DRS, dem Fernsehsender für die deutsche und rätoromanische Schweiz der SRG, das vom 29. August 1962 bis Ende 1974 ausgestrahlt wurde. Die Sendung „hatte den Anspruch, nicht nur News zu vermelden, sondern auch solche zu erzeugen“. Moderatoren waren u. a. Werner Vetterli, Hansjörg Erny und Raoul Baerlocher. Helen Issler war 1968 die erste Frau, welche die Antenne präsentierte. Hanspeter Danuser leitete die Redaktion um 1971.
Als Nachfolgesendungen mit gleichem oder ähnlichem Inhalt gelten, von 1981 bis 1993 DRS aktuell und danach Schweiz aktuell.

## Weblink
- Die Antenne auf memobase.ch